# Skull Fist

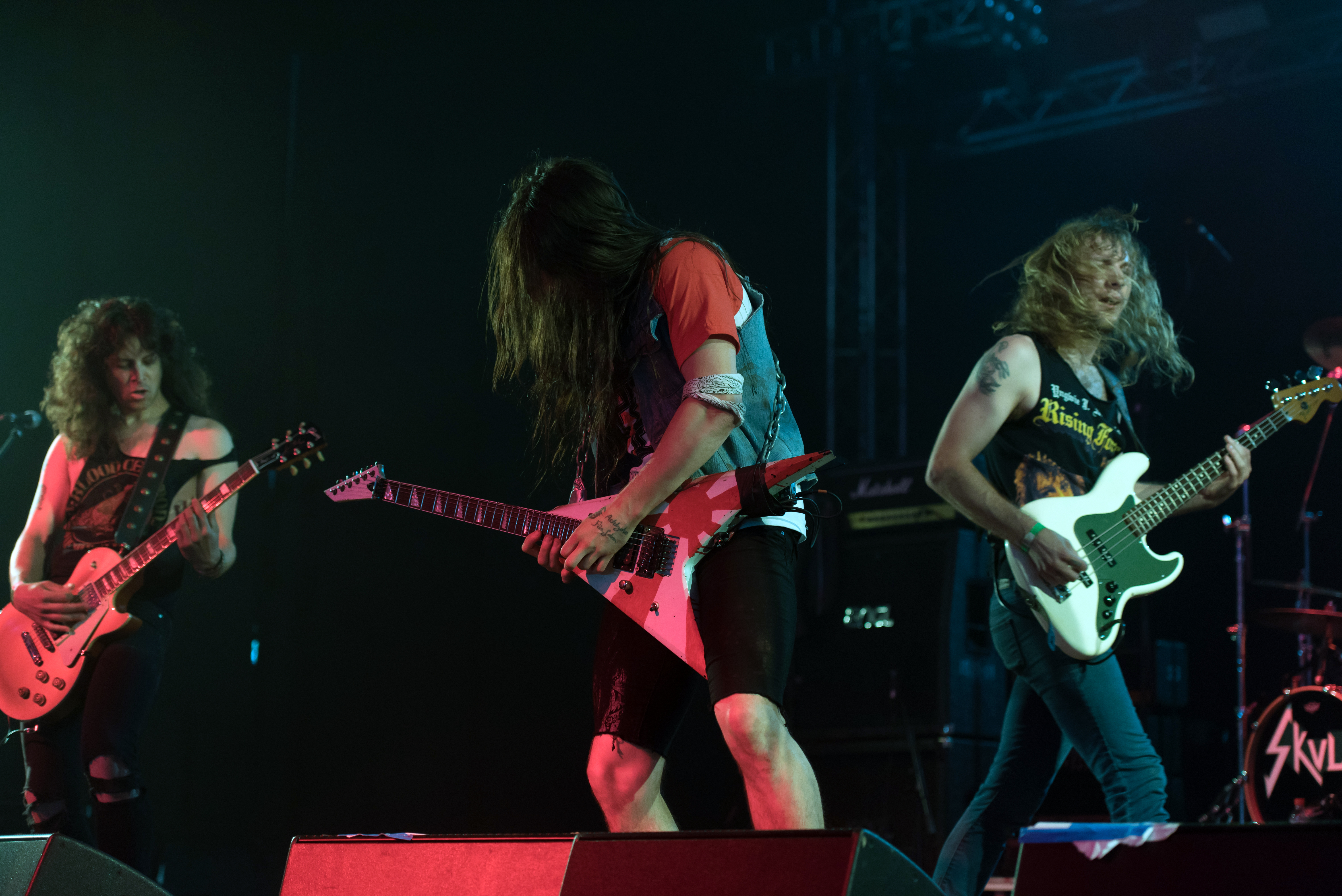
Skull Fist en el Wacken Open Air 2017.

Skull Fist es una banda de heavy metal formada en el año 2006 en Toronto, Canadá.

## Historia
Skull Fist fue fundado en 2006 por el cantante y guitarrista Zach Slaughter. La banda grabó un demo titulado No False Metal que incluye 2 canciones: "Ride The Beast" y "No False Metal". La banda sufrió muchos cambios en su formación desde 2006 a 2010, siendo Zach Slaughter el único miembro fundador. Slaughter lanzó el E.P. Heavier Than Metal en 2010, con Alison Thunderland en la batería y Sir Shred como segundo guitarrista, con una crítica positiva en la comunidad del metal. Más tarde firmó con Noise Art. Thunderland y Shred abandonaron la banda en 2011 por problemas personales. En agosto del mismo año, Skull Fist lanza su primer álbum titulado Head Of The Pack con Casey Slade en el bajo y Johnny Nest como guitarra líder. Fue lanzado 26 de agosto de 2011. Después del lanzamiento del álbum Jake Purchase se añadió a la banda y una nueva gira comenzó junto con la gira de metal de Sabaton y Grave Digger. El álbum recibió muy buenas críticas en todo el mundo, los llevó a una nueva gira europea con el Grand Magus, Bullet, Steelwing and Vanderbuyst. En el verano de 2012 la banda compartió escenario con Megadeth , W.A.S.P. y Uriah Heep para el festival "Metal Fest 2012". Después de acabar todas sus giras, Jake fue reemplazado por Chris Steve (exbatería de Cauldron). Esto fue seguido por una gira en Japón, otra gira por Canadá, una gira por Brasil y una gira por México, que al igual que el lanzamiento del segundo álbum para 2013 se aplazó por falta de fondos.
Su último álbum, titulado Way of the Road, fue lanzado en 2018, conteniendo un sonido más "crudo", según las palabras de Zach y JJ Tartaglia.
Skull Fist continúa dando conciertos por todo el mundo a día de hoy, y va dándose a conocer cada vez más en el mundo del heavy metal.

## Miembros

### Miembros actuales
- Jackie Slaughter - Voz, guitarra rítmica
- Casey Slade - Bajo
- Johnny Nesta - Guitarra líder
- JJ Tartaglia - Batería

## Discografía
- No False Metal (Demo) (2006)
- Heavier Than Metal (E.P.) (2010)
- Head Of The Pack (2011)
- Chasing The Dream (2014)
- Way Of The Road (2018)
- Paid In Full (2022)

- Datos: Q2293046
- Multimedia: Skull Fist / Q2293046